# Andrzej Lepper
Andrzej Zbigniew Lepper (Stowięcino, 13 juni 1954 - Warschau, 5 augustus 2011) was een Pools politicus. Hij was voorzitter van de Samoobrona Rzeczpospolitej Polskiej (Partij voor de Zelfverdediging van de Republiek Polen) en van 5 mei tot 22 september 2006 en van 16 oktober 2006 tot 9 juli 2007 vicepremier en minister van Landbouw.
Samoobrona scoorde in 2005 11% van de stemmen in de generale verkiezingen. Zijn aanhangers beschouwden Lepper als de held van de armen, door zijn belofte tot het drukken van nieuw geld voor de behoeftigen als hij president zou worden. Een van zijn andere standpunten was het invoeren van een nieuwe straf voor veroordeelde pedofielen, waarbij de dader zonder verdoving gecastreerd zou worden.
Lepper was eerder veroordeeld voor wangedrag, zoals het dumpen van graan op een rails en het belasteren van andere politici. Later werd Lepper veroordeeld wegens een seksschandaal dat in december van 2006 boven water kwam. Lepper werd verdacht van het afdwingen van seksuele gunsten in ruil voor carrièrekansen bij zijn partij. Hij ging in hoger beroep tegen het vonnis. 
In 2007 daalde het aandeel in de kiezersgunst van Samoobrona naar 1,5%, wat werd geweten aan interne onenigheid in de partij en de afschuw rond Leppers seksschandaal. 
In augustus 2011 werd Lepper dood aangetroffen in het kantoor van zijn partij. De politie ging uit van zelfmoord door ophanging. Datzelfde jaar zou een nieuw proces tegen Lepper lopen.